# Antonio Giovinazzi
Antonio Giovinazzi (* 14. prosince 1993, Martina Franca, Itálie) je italský automobilový závodník, který od sezóny 2019 do sezóny 2021 působil jako jezdec týmu Alfa Romeo ve Formuli 1. V roce 2017 nastoupil ve dvou závodech jako náhrada za Pascala Wehrleina.
V roce 2015 skončil druhý v sérii Formule 3 a o rok později obsadil druhé místo v sérii GP2.

## Formule 1
V září 2016 bylo oznámeno, že v sezóně 2017 bude Giovinazzi působit jako jezdec na simulátoru u týmu Ferrari. V prosinci byl Giovinazzi potvrzen jako rezervní jezdec u týmu Ferrari.
Od půlky sezóny 2017 působil jako testovací jezdec v týmu Haas.

### Sauber (2017–2018)

#### 2017
S týmem Sauber se účastnil již předsezónního testování v sezóně 2017. V úvodních dvou závodech sezóny v Austrálii a Číně nahradil tehdejšího jezdce týmu Sauber Pascala Wehrleina, který měl v závodě Mistrů těžkou nehodu a kvůli tomu mu nebyl povolen start. Giovinazzi závod v Austrálii dokončil na dvanáctém místě a závod v Číně nedokončil.

#### 2018
V sezóně 2018 působil jako testovací jezdec u týmu Sauber. Během sezóny nastoupil v několika pátečních tréninzích.

### Alfa Romeo (2019–2021)

#### 2019
Pro sezónu 2019 se stal závodním jezdcem týmu Alfa Romeo, tehdejším týmem Sauber.
V prvních osmi závodech nedokázal bodovat. První bod získal za desáté místo při Velké ceně Rakouska. Při závodě v Belgii se dlouho držel na devátém místě, ale v posledním kole havaroval a závod nedokončil. Další body získal za deváté místo při domácí Velké ceně Itálie. Velkou cenu Singapuru několik kol po vyjetí safety caru vedl, jelikož ještě neabsolvoval zastávku v boxech. Závod dokončil na desátém místě. Při Velké ceně Brazílie dojel na šestém místě za svým týmovým kolegou Kimim Räikkönenem. Po penalizaci Lewise Hamiltona se posunul na páté místo.
V sezóně získal 14 bodů a obsadil celkové 17. místo.

#### 2020
Dne 4. listopadu 2019 tým Alfa Romeo potvrdil, že Giovinazzi bude s týmem pokračovat i v sezóně 2020. Kvůli pandemii covidu-19 byl start sezóny odložen. Prvním závodem byla Velká cena Rakouska, ve které se umístil na devátém místě a získal tak první dva body v sezóně. V následujících závodech ve Štýrsku, v Maďarsku, v Británii a ani ve Španělsku nebodoval. Při Velké ceně Belgie dostal smyk a havaroval. Ani závod v Toskánsku po kolizi nedokončil. Velkou cenu Ruska dokončil na jedenáctém místě, těsně mimo body. Další bod získal až během Velké ceny Eifelu, kde skončil na desátém místě. Další bod získal také za desáté místo při Velké ceně Emilia Romagna.
V sezóně získal pouze 4 body a obsadil celkové 17. místo.

#### 2021
Dne 30. října bylo potvrzeno, že Giovinazzi zůstane spolu s Kimim Räikkönenem v týmu Alfa Romeo i v sezóně 2021.
Jediné body v sezóně získal za desáté místo při závodě v Monaku a za deváté místo při závodě v Saúdské Arábii. Další závody žádné body nepřinesly.
Dne 16. listopadu bylo oznámeno, že Giovinazzi na konci sezóny opustí tým Alfa Romeo a nahradí jej Kuan-Jü Čou.

## Kompletní výsledky ve Formuli 1
| Legenda k tabulce | Legenda k tabulce                                                                       |
| Barva             | Výsledek                                                                                |
| ----------------- | --------------------------------------------------------------------------------------- |
| Zlatá             | Vítěz                                                                                   |
| Stříbrná          | 2. místo                                                                                |
| Bronzová          | 3. místo                                                                                |
| Zelená            | Bodované umístění                                                                       |
| Modrá             | Nebodované umístění                                                                     |
| Modrá             | Dokončil neklasifikován (NC)                                                            |
| Fialová           | Odstoupil (Ret)                                                                         |
| Červená           | Nekvalifikoval se (DNQ)                                                                 |
| Červená           | Nepředkvalifikoval se (DNPQ)                                                            |
| Černá             | Diskvalifikován (DSQ)                                                                   |
| Bílá              | Nestartoval (DNS)                                                                       |
| Bílá              | Závod zrušen (C)                                                                        |
| Světle modrá      | Pouze trénoval (PO)                                                                     |
| Světle modrá      | Páteční testovací jezdec (TD)                                                           |
| Bez barvy         | Netrénoval (DNP)                                                                        |
| Bez barvy         | Vyřazen (EX)                                                                            |
| Bez barvy         | Nepřijel (DNA)                                                                          |
| Bez barvy         | Odvolal účast (WD)                                                                      |
| Bez barvy         | Nezúčastnil se (prázdné)                                                                |
| Označení          | Význam                                                                                  |
| Tučnost           | Pole position                                                                           |
| Kurzíva           | Nejrychlejší kolo                                                                       |
| †                 | Jezdec nedojel do cíle, ale byl klasifikován, protože odjel více než 90 % délky závodu. |
| ‡                 | Byl udělován poloviční počet bodů, protože bylo odjeto méně než 75 % délky závodu.      |
| Horní index       | Umístění bodujících jezdců ve sprintu                                                   |

| Rok  | Tým                       | Šasi                  | Motor                  | 1      | 2       | 3      | 4      | 5      | 6      | 7       | 8      | 9       | 10      | 11     | 12     | 13      | 14      | 15     | 16     | 17     | 18     | 19     | 20     | 21     | 22      | Body | Umístění  |
| ---- | ------------------------- | --------------------- | ---------------------- | ------ | ------- | ------ | ------ | ------ | ------ | ------- | ------ | ------- | ------- | ------ | ------ | ------- | ------- | ------ | ------ | ------ | ------ | ------ | ------ | ------ | ------- | ---- | --------- |
| 2017 | Sauber F1 Team            | Sauber C36            | Ferrari 061 1,6 V6 t   | AUS 12 | CHN Ret | BHR    | RUS    | ESP    | MON    | CAN     | AZE    | AUT     |         |        |        |         |         |        |        |        |        |        |        |        |         | 0    | 22. místo |
| 2017 | Haas F1 Team              | Haas VF-17            | Ferrari 062 1,6 V6 t   |        |         |        |        |        |        |         |        |         | GBR TD  | HUN TD | BEL    | ITA     | SIN TD  | MAL TD | JPN    | USA    | MEX TD | BRA TD | ABU TD |        |         | 0    | 22. místo |
| 2018 | Alfa Romeo Sauber F1 Team | Sauber C37            | Ferrari 063 1,6 V6 t   | AUS    | BHR     | CHN    | AZE    | ESP    | MON    | CAN     | FRA    | AUT     | GBR     | GER TD | HUN TD | BEL     | ITA     | SIN    | RUS TD | JPN    | USA    | MEX TD | BRA TD | ABU TD |         | –    | –         |
| 2019 | Alfa Romeo Racing         | Alfa Romeo Racing C38 | Ferrari 064 1,6 V6 t   | AUS 15 | BHR 11  | CHN 15 | AZE 12 | ESP 16 | MON 19 | CAN 13  | FRA 16 | AUT 10  | GBR Ret | GER 13 | HUN 18 | BEL 18† | ITA 9   | SIN 10 | RUS 15 | JPN 14 | MEX 14 | USA 14 | BRA 5  | ABU 16 |         | 14   | 17. místo |
| 2020 | Alfa Romeo Racing ORLEN   | Alfa Romeo Racing C39 | Ferrari 065 1,6 V6 t   | AUT 9  | STY 14  | HUN 17 | GBR 14 | 70A 17 | ESP 16 | BEL Ret | ITA 16 | TUS Ret | RUS 11  | EIF 10 | POR 15 | EMI 10  | TUR Ret | BHR 16 | SKR 13 | ABU 16 |        |        |        |        |         | 4    | 17. místo |
| 2021 | Alfa Romeo Racing ORLEN   | Alfa Romeo Racing C41 | Ferrari 065/6 1,6 V6 t | BHR 12 | EMI 14  | POR 12 | ESP 15 | MON 10 | AZE 11 | FRA 15  | STY 15 | AUT 14  | GBR 13  | HUN 13 | BEL 13 | NED 14  | ITA 13  | RUS 16 | TUR 11 | USA 11 | MXC 11 | SAP 14 | QAT 15 | SAU 9  | ABU Ret | 3    | 18. místo |